# Campionato italiano di hockey su ghiaccio 2015-2016
Il Campionato italiano di hockey su ghiaccio 2015-2016, 82ª edizione del torneo, seguì la suddivisione adottata dalla stagione precedente, con il massimo torneo, la Serie A e la cadetteria, la Serie B, organizzate da FISG e, inizialmente, dalla IIHA (nel mese di dicembre sostituita dalla rinata LIHG), mentre la Serie C venne organizzata dai comitati regionali federali. Nonostante il tentativo di rilancio operato solo la stagione precedente, a causa della continua crisi che gravava sul campionato, diverse formazioni militanti nella Serie A decisero di auretrocedersi per partecipare alla Serie B, campionato che in questa stagione andava quindi a contare un gran numero di compagini iscritte.

## Struttura
Seguendo la suddivisione operata dalla nuova dirigenza FISG la stagione precedente, i tornei furono organizzati nei seguenti livelli:
| Livello | Denominazione campionato | Partecipanti |
| ------- | ------------------------ | ------------ |
| 1º      | Serie A                  | 8            |
| 2º      | Serie B                  | 16           |
| 3º      | Serie C                  | 6            |

## Serie A
Dopo un solo anno la Serie A ritornò a sole otto squadre, a seguito dell'autoretrocessione di quattro formazioni in Serie B per motivi economici: Appiano, Caldaro, Egna (invitate dalla Federazione l'anno passato a disputare la A) e Milano Rossoblu decisero infatti di iscriversi nella cadetteria. Le partecipanti giocarono un triplo girone di andata e ritorno per un totale di 42 giornate. Al termine della stagione regolare si svolsero i playoff con turni al meglio delle sette sfide fino alla finale per la conquista dello Scudetto.
| Squadre iscritte alla Serie A nel campionato 2015-16 | Squadre iscritte alla Serie A nel campionato 2015-16 | Squadre iscritte alla Serie A nel campionato 2015-16 | Squadre iscritte alla Serie A nel campionato 2015-16 | Squadre iscritte alla Serie A nel campionato 2015-16 | Squadre iscritte alla Serie A nel campionato 2015-16 | Squadre iscritte alla Serie A nel campionato 2015-16 |
| Club                                                 | Regione                                              | Città                                                | Abitanti                                             | Arena                                                | Capacità                                             | Presenze in Serie A                                  |
| ---------------------------------------------------- | ---------------------------------------------------- | ---------------------------------------------------- | ---------------------------------------------------- | ---------------------------------------------------- | ---------------------------------------------------- | ---------------------------------------------------- |
| Asiago Hockey Campione in carica                     | Veneto                                               | Asiago (VI)                                          | 6.450                                                | Hodegart                                             | 3.000                                                | 52                                                   |
| SG Cortina                                           | Veneto                                               | Cortina d'Ampezzo (BL)                               | 5.915                                                | Stadio Olimpico del Ghiaccio                         | 2.700                                                | 68                                                   |
| HC Valpellice                                        | Piemonte                                             | Torre Pellice (TO)                                   | 4.735                                                | Cotta Morandini                                      | 2.440                                                | 15                                                   |
| HC Pustertal                                         | Trentino-Alto Adige                                  | Brunico (BZ)                                         | 16.050                                               | Rienzstadion                                         | 2.050                                                | 42                                                   |
| Ritten Sport                                         | Trentino-Alto Adige                                  | Collalbo (BZ)                                        | 7.750                                                | Arena Ritten                                         | 1.200                                                | 20                                                   |
| HC Fassa                                             | Trentino-Alto Adige                                  | Alba di Canazei (TN)                                 | 1.916                                                | Gianmario Scola                                      | 3.500                                                | 31                                                   |
| WSV Sterzing Broncos                                 | Trentino-Alto Adige                                  | Vipiteno (BZ)                                        | 6.812                                                | Weihenstephan Arena                                  | 1.700                                                | 10                                                   |
| HC Gherdëina                                         | Trentino-Alto Adige                                  | Selva di Val Gardena (BZ)                            | 2.642                                                | Pranives                                             | 2.000                                                | 49                                                   |

## Serie B
A seguito dell'auretrocessione di molte squadre dal campionato maggiore, le squadre iscritte nella Serie B in questa stagione salirono a ben 16 compagini: vi parteciparono la totalità delle squadre precedentemente iscritte in Serie B, tranne gli Old Weasels Bozen, che abbandonarono il campionato a seguito della mancanza di un main sponsor ma anche a causa della numerosissima presenza di squadre del comprensorio che si era venuta a creare nel torneo, le formazioni provenienti dalla Serie A furono invece Appiano, Caldaro, Egna e Milano Rossoblu. Nel torneo si registrò inoltre il ritorno, dopo diverse stagioni, dell'Hockey Club Fiemme. Infine anche il Ritten Sport, sulle orme dell'HC Val Pusteria, decise di trasferire la propria formazione U20 in Serie B adottando la nuova denominazione Junior.
| Squadre iscritte alla Serie B nel campionato 2015-16 | Squadre iscritte alla Serie B nel campionato 2015-16 | Squadre iscritte alla Serie B nel campionato 2015-16 | Squadre iscritte alla Serie B nel campionato 2015-16 | Squadre iscritte alla Serie B nel campionato 2015-16 | Squadre iscritte alla Serie B nel campionato 2015-16 |
| Club                                                 | Regione                                              | Città                                                | Abitanti                                             | Arena                                                | Capacità                                             |
| ---------------------------------------------------- | ---------------------------------------------------- | ---------------------------------------------------- | ---------------------------------------------------- | ---------------------------------------------------- | ---------------------------------------------------- |
| Alleghe Hockey Campione in carica                    | Veneto                                               | Alleghe (BL)                                         | 1.237                                                | Stadio Alvise De Toni                                | 2.500                                                |
| Feltreghiaccio                                       | Veneto                                               | Feltre (BL)                                          | 20.652                                               | Palaghiaccio Feltre                                  | 6.000                                                |
| HC Chiavenna                                         | Lombardia                                            | Chiavenna (SO)                                       | 7.353                                                | Palaghiaccio di Chiavenna                            | 450                                                  |
| Hockey Como                                          | Lombardia                                            | Como                                                 | 84.636                                               | Palaghiaccio Casate                                  | 2.500                                                |
| HC Varese                                            | Lombardia                                            | Varese                                               | 80.816                                               | PalAlbani                                            | 1.200                                                |
| Milano Rossoblu                                      | Lombardia                                            | Milano                                               | 1.338.264                                            | Stadio del ghiaccio Agorà                            | 4.000                                                |
| SC Auer                                              | Trentino-Alto Adige                                  | Ora (BZ)                                             | 3.537                                                | Eisplatz Schwarzenbach                               | 500                                                  |
| Hockey Pergine                                       | Trentino-Alto Adige                                  | Pergine Valsugana (TN)                               | 21.122                                               | Stadio del ghiaccio di Pergine                       | 2.500                                                |
| HC Merano J                                          | Trentino-Alto Adige                                  | Merano (BZ)                                          | 39.355                                               | MeranArena                                           | 3.000                                                |
| HC Pustertal Junior                                  | Trentino-Alto Adige                                  | Brunico (BZ)                                         | 16.050                                               | Leitner Solar Arena                                  | 2.050                                                |
| AHC Vinschgau                                        | Trentino-Alto Adige                                  | Laces (BZ)                                           | 5.180                                                | Palaghiaccio Laces/Latsch                            | 400                                                  |
| HC Eppan                                             | Trentino-Alto Adige                                  | Appiano sulla Strada del Vino (BZ)                   | 14.745                                               | Stadio del ghiaccio di Appiano                       | 1.500                                                |
| SV Kaltern                                           | Trentino-Alto Adige                                  | Caldaro sulla strada del vino (BZ)                   | 7.844                                                | Palaghiaccio Caldaro                                 | 1.500                                                |
| HC Neumarkt                                          | Trentino-Alto Adige                                  | Egna (BZ)                                            | 5.176                                                | WürthArena                                           | 1.200                                                |
| HC Fiemme                                            | Trentino-Alto Adige                                  | Cavalese (TN)                                        | 4.079                                                | Palazzetto del Ghiaccio di Cavalese                  | 2.300                                                |
| Ritten Sport Junior                                  | Trentino-Alto Adige                                  | Collalbo (BZ)                                        | 7.750                                                | Arena Ritten                                         | 1.200                                                |

## Coppa Italia
Alla Coppa Italia 2015-16 accedono 4 squadre, le vincenti dei quarti di finale disputati al termine del primo girone d'andata e ritorno.
Le squadre che si qualificarono alla Final Four furono:
1. Ritten-Renon (che ai quarti elimina il Gherdeina)
2. Val Pusteria (che ai quarti elimina il Cortina)
3. Valpellice (che ai quarti elimina il Fassa)
4. Asiago (che ai quarti elimina il Vipiteno)

La scelta della FISG sulla città organizzatrice cadde su Brunico.
|  | Semifinali   | Semifinali   | Semifinali   |              |            | Finale     | Finale | Finale |  |
|  |              |              |              |              |            |            |        |        |  |
|  | Ritten-Renon | Ritten-Renon | 3            |              |            |            |        |        |  |
|  | Ritten-Renon | Ritten-Renon | 3            |              |            |            |        |        |  |
|  | Valpellice   | Valpellice   | 4            |              |            |            |        |        |  |
|  | Valpellice   | Valpellice   | 4            |              | Valpellice | Valpellice | 3      |        |  |
|  |              |              |              |              | Valpellice | Valpellice | 3      |        |  |
|  |              |              | Val Pusteria | Val Pusteria | 1          |            |        |        |  |
|  | Val Pusteria | Val Pusteria | Val Pusteria | Val Pusteria | 1          | 2          |        |        |  |
|  | Val Pusteria | Val Pusteria |              |              |            |            |        |        |  |
|  | Asiago       | Asiago       | 1            |              |            |            |        |        |  |

†: partita terminata ai tempi supplementari
‡: partita terminata ai tiri di rigore
 Il Valpellice vince la sua seconda Coppa Italia.

## Supercoppa italiana
Per la Supercoppa italiana si affrontarono, in gara unica, l'Asiago Hockey, squadra vincitrice dell'ultimo campionato, e il Ritten Sport, vincitore della Coppa Italia.

La sfida fu di fatto la ripetizione della finale scudetto della stagione passata, che aveva visto affrontarsi le due stesse squadre.
Gara Unica
| Asiago 17 settembre 2015, ore 20:30 | Asiago    | 2 – 1 (0-0; 1-1; 1-0) referto              | Ritten Sport | Hodegart (980 spett.) |
| \| \| \| \| \| Bentivoglio (Miglioranzi, Nigro) 29:50 Nigro (Iori, Lutz) 43:25 \| Marcatori \| 23:34 M. Spinell (Van Guilder, Borgatello) \| |           |                                            |              |                       |
| |           |                                            |              |                       |
| Bentivoglio (Miglioranzi, Nigro) 29:50 Nigro (Iori, Lutz) 43:25                                                                              | Marcatori | 23:34 M. Spinell (Van Guilder, Borgatello) |              |                       |

  L'Asiago Hockey 1935 ha vinto la sua terza Supercoppa italiana, battendo il Renon col risultato di 2-1.

## Serie C
La serie C 2015-2016 è stata organizzata dai comitati regionali. Come nella stagione precedente, si è svolta tra le medesime sei squadre di Lombardia, Piemonte e Valle d'Aosta
| Ambrosiana        | Lombardia   | Milano                  |
| Aosta Gladiators  | Val D'Aosta | Aosta                   |
| Diavoli Rossoneri | Lombardia   | Sesto San Giovanni (MI) |
| Pinerolo          | Piemonte    | Pinerolo (TO)           |
| Real Torino       | Piemonte    | Torino                  |
| Torino Bulls      | Piemonte    | Torino                  |